# Compte rendu

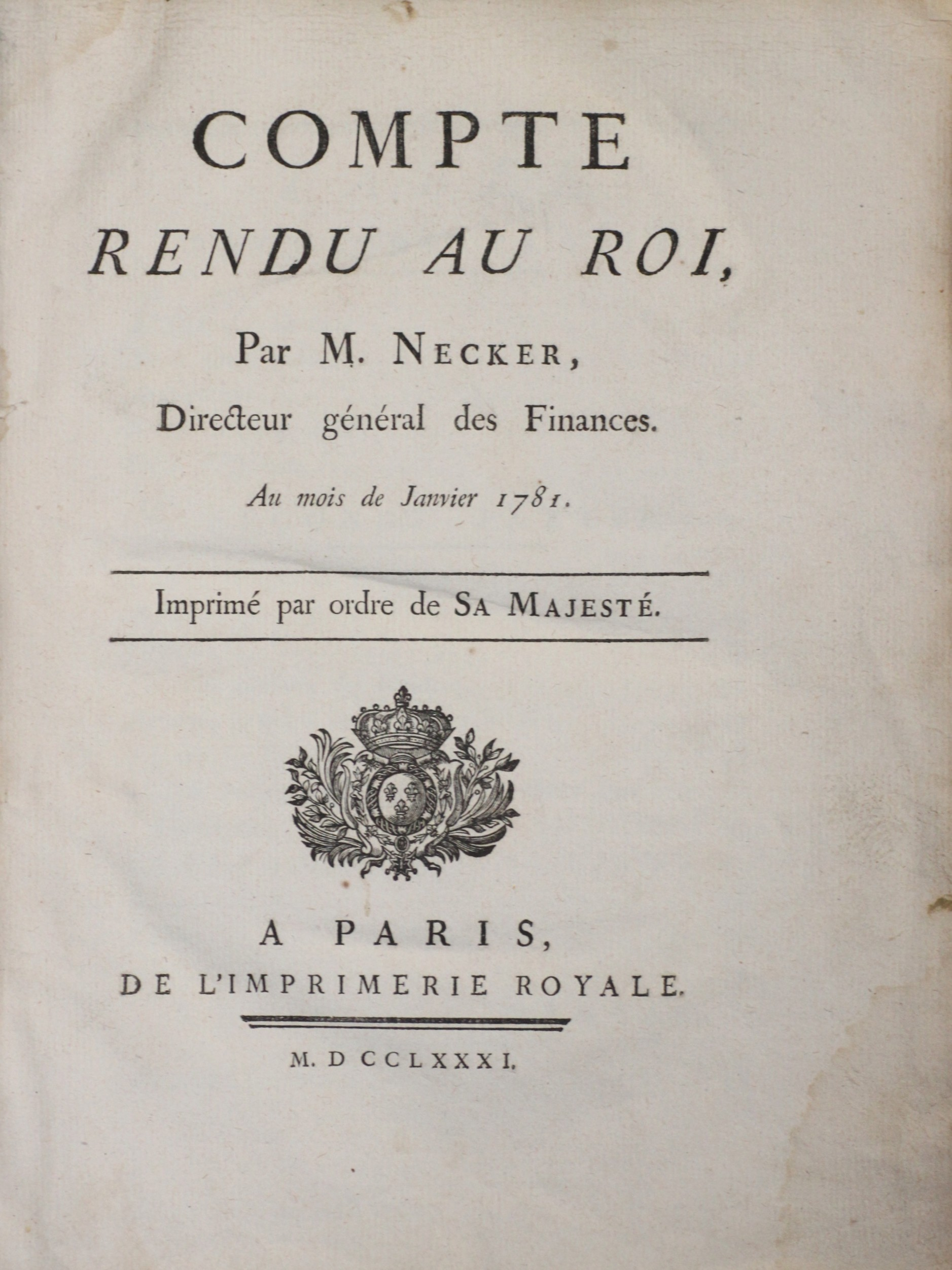
Titelseite, Compte rendu au Roi, 1781

Der Compte rendu (voller Name: Compte rendu au Roi; dt.: Rechenschaftsbericht/Finanzbericht an den König) ist ein Dokument, das am 19. Februar 1781 vom damaligen französischen Finanzminister Jacques Necker veröffentlicht wurde. Darin gibt Necker Rechenschaft über seine bisherige Reformpolitik und legt den aktuellen Zustand der königlich-staatlichen Finanzen dar.
Dieser Compte rendu ist berühmt geworden, weil durch ihn zum ersten Mal in der Geschichte des Königreichs Frankreich Zahlen über die Staatsfinanzen veröffentlicht wurden. Zudem gab er Anlass zu großen Diskussionen, weil er für das aktuelle Jahr 1781 einen ordentlichen Überschuss konstatierte. Dieser Überschuss erschien vielen Zeitgenossen und Historikern nicht glaubhaft, weil das Frankreich des Ancien Régime mit ständigen Finanzproblemen zu kämpfen hatte und 1781 überdies seit drei Jahren am Amerikanischen Unabhängigkeitskrieg gegen das Königreich Großbritannien teilnahm.

## Kontext: Neckers erstes Ministerium 1776–1781

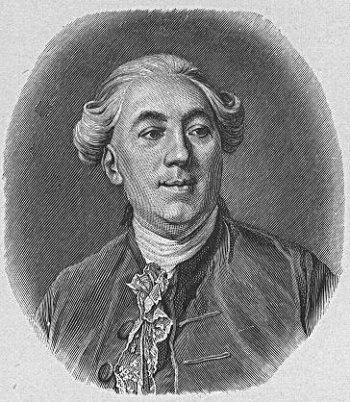
Jacques Necker, Verfasser des Compte rendu au Roi von 1781

Am 22. Oktober 1776 wurde Jacques Necker zum ersten Mal Finanzminister Frankreichs, zunächst mit dem Titel Generaldirektor der königlichen Schatzkammer (Directeur général du trésor royal), ab dem 29. Juni 1777 als Generaldirektor der Finanzen (Directeur général des finances). Seine wichtigste Aufgabe war es, den Amerikanischen Unabhängigkeitskrieg zu finanzieren, in welchen Frankreich 1778 aktiv eingriff. Dazu musste er umfangreiche Kredite und Staatsanleihen aufnehmen. Um die damit verbundenen Zinsen tragen zu können, führte er zahlreiche Reformen und Einsparungen durch.
Um genügend Kredite auftreiben zu können, musste Necker aber nicht nur ausreichend finanzielle Mittel für die Zinskosten freistellen, sondern er musste die Investoren und Geldgeber auch davon überzeugen können, dass ihr Geld beim französischen Staat in sicheren Händen war. Über das 18. Jahrhundert hinweg war dieser nämlich einige Male bankrottgegangen (so etwa 1715, 1721, 1726, 1759 und 1770) und die Gläubiger des Staates hatten jedes Mal große Verluste hinnehmen müssen. Überdies waren die Finanzen der Monarchie Staatsgeheimnis und bis dahin nie veröffentlicht worden, was seine Kreditwürdigkeit ebenfalls untergrub. Nun wollte Necker bei den Kreditoren um Vertrauen werben und zeigen, dass die Finanzen des Staates gesund waren, obwohl dieser seit mehreren Jahren in einen teuren Krieg verwickelt war. Daher veröffentlichte er mit Zustimmung des Königs Ludwig XVI. am 19. Februar 1781 seinen Compte rendu. Es war das erste Mal in der Geschichte Frankreichs, dass die Öffentlichkeit Zahlen über die Staatsfinanzen zu Gesicht bekam.

## Inhalt
Der Compte rendu enthält einen Aufsatz, in welchem Necker Rechenschaft über seine bisherige Reformpolitik gibt, und den nachfolgenden eigentlichen Finanzbericht mit den Zahlen für das Jahr 1781.

### Aufsatz
Der Aufsatz seinerseits besteht aus einem kurzen Vorwort und drei nachfolgenden Teilen. Im Vorwort wird dargelegt, wieso die Veröffentlichung der Staatsfinanzen vorteilhaft sei. Die Minister und übrigen Entscheidungsträger in der Regierung müssten den Zustand der Finanzen kennen, damit sie ihre Politik danach ausrichten könnten. Zudem zeige das Beispiel Englands, dass der Staat viel mehr Kredit bekomme, wenn er die Geheimnistuerei beende und mit offenen Karten spiele. In England werde der Finanzhaushalt jährlich dem Parlament vorgelegt und danach veröffentlicht und sei daher jederzeit bekannt. Daher finde England viel mehr Kredit, obwohl es an Bevölkerung und Fläche kleiner sei als Frankreich.
Im ersten Teil werden der Zustand der Finanzen und des öffentlichen Kredits dargelegt. Hier steht die Schlüsselstelle des Compte rendu, in welcher Necker versichert, dass trotz eines strukturellen Defizits, welches noch 1776 bestand, und trotz der großen Kriegsausgaben die Staatsfinanzen gesund seien und nun ein ordentlicher Überschuss von 10,2 Mio. Livre bestehe:

« Je me hâte dans ce moment d’annoncer à V.M. [Votre Majesté] que, tant par l’effet de mes soins et des diverses réformes qu’elle a permises, que par l’amélioration de ses revenus, ou par leur augmentation naturelle, et enfin par l’extinction de quelques rentes et de quelques remboursemens, l’état actuel de ses finances est tel que, malgré le déficit en 1776, malgré les dépenses immenses de la guerre, et malgré les intérêts des emprunts faits pour y subvenir, les revenus ordinaires de V.M. excèdent, dans ce moment, ses dépenses ordinaires de dix millions deux cent mille livres. »

„Ich beeile mich nun Eurer Majestät zu vermelden, dass, sowohl durch das Ergebnis meiner Bemühungen und verschiedener Reformen, welche Ihr erlaubt habt, als auch durch die Erhöhung Eurer Einnahmen, oder deren natürliche Steigerung, und schließlich durch die Erlöschung einiger Renten und Schuldrückzahlungen der aktuelle Zustand Eurer Finanzen derart ist, dass, trotz des Defizits von 1776, trotz der immensen Kriegsausgaben, und trotz der Zinsen für die Anleihen, welche für dessen Unterhalt aufgenommen wurden, die ordentlichen Einnahmen Eurer Majestät momentan Eure ordentlichen Ausgaben um 10'200'000 Livre übersteigen.“

Anders als im letzten Krieg (Siebenjähriger Krieg), bei welchem der französische Staat nach drei Jahren Kampf in die Insolvenz stürzte (Oktober 1759), sei diesmal auch der öffentliche Kredit stabil geblieben. Die französische Regierung finde genügend Geld, um ihr militärisches Engagement im Amerikanischen Unabhängigkeitskrieg zu finanzieren. Sodann kommt Necker auf die Antizipationen (kurzfristige Vorschüsse) zu sprechen, welche seiner Meinung nach nicht zu hoch sein sollten, weil diese Form von Kredit nur wenige Monate lief und daher immer wieder erneuert werden musste, was bei temporärem Austrocknen des Kapitalmarktes schwierig werden konnte. Danach werden kurz die staatliche Buchführung (comptabilité) und die Diskontbank (caisse d’escompte) angesprochen.
Im zweiten Teil werden die verschiedenen Reformen innerhalb der Finanzverwaltung erläutert. Zunächst werden die Pensionen, Gratifikationen und weiteren pekuniären Zuwendungen angesprochen (dons, croupes et pensions), ein Ausgabeposten, der im Ancien Régime ein wichtiger Schuldenfaktor war. Sodann beschreibt Necker, wie er die Profite der Finanzleute begrenzt habe, was im Zusammenhang mit dem Aufbau des damaligen Staatsapparates gesehen werden muss. Dieser war geprägt durch ein großes Bürokratisierungsdefizit. Durch die Institution der Ämterkäuflichkeit waren wichtige Aufgaben und Ämter innerhalb der Finanzverwaltung (Steuereinziehung, Geldverwaltung, Rechnungsbegleichungen etc.) an privatwirtschaftliche Unternehmer verkauft (Ferme générale), welche für ihre Dienste jedoch große Summen einstrichen und die Führung des Staates schwerfällig und kompliziert machten. Necker trachtete danach, die Profite dieser privatwirtschaftlichen Finanzleute zu schmälern und sie besser zu kontrollieren. Zur Sprache kommen im Compte rendu die Kassierer (Trésoriers), die Hauptsteuerpächter für die direkten Steuern (Receveurs généraux), die Hauptsteuerpächter für die königlichen Ländereien und Wälder (Receveurs généraux des domaines et bois), die Auszahler der königlichen Renten (Payeurs des rentes de l’Hôtel de Ville) sowie die große Steuerreform von 1780, welche die Einziehung eines Großteils der indirekten Steuern auf drei große Kompanien verteilte (Division de la Perception de tous les droits entre trois compagnies). Als weitere Themen werden die Ausgaben des königlichen Haushaltes angesprochen (Dépenses de la maison du roi), welche gemäß Necker stark gekürzt wurden, sodann die Verwaltung der Krondomänen (domaines du roi) und königlichen Wälder (forêts) und die Prägung des Münzgeldes (monnaies). Gemäß Necker haben all diese Reformen nicht nur zu großen Einsparungen, sondern auch zu mehr Ordnung und Übersicht in der Verwaltung geführt.
Im dritten, umfangmäßig größten Teil des Aufsatzes kommen allgemeinere politische Themen und Reformen zur Sprache, welche zwar nicht direkt mit den staatlichen Finanzen zu tun hatten, aber für die allgemeine Prosperität des Landes dennoch als wichtig bezeichnet werden (« dispositions générales, qui n’ont eu pour but que le plus grand bonheur de ses peuples et la prospérité de l’état »). Einen großen Raum nehmen dabei fiskalpolitische Diskussionen ein. Vor allem das System der indirekten Steuern war im damaligen Frankreich sehr kompliziert, wenig berechenbar und auch sehr ungleich verteilt, was einerseits eine ständige Ungewissheit für die Steuerzahler bedeutete, andererseits für das Wirtschaftsklima im Land schädlich war. Necker versuchte, hier Verbesserungen durchzuführen, musste aber zugeben, dass wegen des Krieges einige Projekte verschoben werden mussten, insbesondere jene, welche eine gewisse Ertragseinbusse befürchten ließen. Denn um den Schuldendienst sicherzustellen war er ängstlich darauf bedacht, die Einkünfte des Königs, Ludwig XVI. nicht zu schmälern, mochten die damit verbundenen Reformen auch noch so sinnvoll sein. So musste die Reform der capitation} (eine Art Kopfsteuer) auf später verschoben werden, ebenfalls die der Salzsteuer (gabelles). Diese war ein besonders eindrückliches Beispiel dafür, wie kompliziert das damalige Steuersystem war. Frankreich war bezüglich der Salzsteuer in mehrere große Hauptsteuerklassen eingeteilt, in welchen der Salzpreis ganz unterschiedlich hoch war. Dieses Preisspektrum führte zu großem Salzschmuggel, welcher wiederum unter Einsatz großer Ressourcen bekämpft werden musste. Auch innerhalb dieser Hauptsteuerklassen gab es große Preisunterschiede, so dass praktisch im ganzen Land ein permanenter Schmuggelkrieg herrschte. Um dem entgegenzuwirken, schlägt Necker im Compte rendu zwei alternative Maßnahmen vor: Entweder man schaffe die Salzsteuer komplett ab, was aber angesichts ihres großen Ertrages von 54 Mio. Livre nicht möglich sei, oder man sorge wenigstens für einen einigermaßen einheitlichen Salzpreis, damit dem Schmuggel die Grundlage entzogen werde. Doch solche komplizierten Reformen könnten erst nach Beendigung des Krieges angegangen werden. Weitere von Necker angesprochene Steuerarten waren die Zwanzigsten auf das Einkommen (vingtièmes), die Hauptertragssteuer (taille et capitation taillable), die Steuer auf offizielle Akten (droits de contrôle), Grenzzölle und Wegzölle (droits de traites et péages), die lokale Warensteuern (aides), Steuern auf den Ämterbesitz (centième denier, beim Abschnitt parties casuelle) sowie die Fron (corvée).
Neben diesen fiskalpolitischen Diskussionen spricht er auch Themen institutioneller und sozialpolitischer Art an. Einen großen Raum nehmen insbesondere die Provinzialadministrationen ein. Dieses Projekt, von Necker gestartet, sah die Errichtung von Regionalparlamenten vor, welche im begrenzten Gebiet einer Provinz Lösungen zu regionalpolitischen Problemen suchen sollten. Insbesondere die gerechte Aufteilung der Steuern, die Behandlung der Klagen der Steuerpflichtigen, der Straßenunterhalt und die Mehrung des allgemeinen Wohlstandes gehörten zu ihren zentralen Aufgaben. Obwohl jegliche Beschlüsse dieser Administrationen an die königliche Zustimmung gebunden blieben und dessen volle Autorität nicht beschränkt wurde, erkannte Necker, dass es nicht nötig und auch nicht sinnvoll war, wenn Lösungsansätze immer nur von Versailles ausgingen. Die in der Region selbst wohnenden Leute hatten oftmals viel größere Kenntnisse der lokalen Gegebenheiten und konnten daher viel genauer und sensibler auf sie reagieren als die weit entfernte königliche Regierung in Versailles.
Zwei weitere Punkte betreffen die von Necker 1777 abgeschafften Finanzintendanten (intendants des finances) sowie das Comité contentieux, ein Gremium zur Behandlung von Streitfällen und Klagen, welches den Finanzminister in seiner täglichen Arbeit entlasten soll. Am Ende des Aufsatzes kommt behandelt Necker einige wirtschafts- und sozialpolitische Themen. Eines davon betrifft den Mont-de-Piété (Mont-de-piété et consignations), ein staatliches Leihhaus, welches es den aus der Provinz nach Paris hergezogenen jungen Leuten erlauben sollte, Kleinkredite aufzunehmen, ohne die von privaten Kreditgebern oftmals geforderten Wucherzinsen bezahlen zu müssen. In den darauffolgenden Punkten über das Manufakturwesen (manufactures), die Gewichte und Masse (poids et mesures) und den Getreidehandel (grains) spricht sich Necker für eine dezidiert liberale Wirtschaftspolitik aus. So sollten die Manufakturen von staatlicher Seite nicht zu sehr reglementiert sein, dennoch sollte der Staat versuchen, sie zu fördern und talentierte Handwerker aus dem Ausland anzuziehen. Die verschiedenen Gewichte und Massen sollten vereinheitlicht werden, doch wäre dies gemäß Necker eine gewaltige Arbeit, weil dann viele Verträge und Dokumente umgeschrieben werden müssten. Der Getreidehandel sollte prinzipiell frei sein, doch dürfe man nicht ins Extrem verfallen. In Zeiten schlechter Ernten müsse er auch eingeschränkt werden können. Sodann kommt auch der Maintmorte zur Sprache, ein altes feudales Recht, welches die Leibeigenen und ihre allfälligen Güter unter der Verfügungsgewalt des Herrn hielt. Der König hatte in seinen eigenen Ländern die Leibeigenen von diesem Recht befreit, und Necker nimmt mit Befriedigung zur Kenntnis, dass einige weitere Lehnsherren dem königlichen Beispiel gefolgt waren.
Darauf folgen Erläuterungen zu den Spitälern und Gefängnissen (Hôpitaux et prisons), welche oftmals schlecht organisiert waren und den Zustand der Patienten bzw. Insassen eher verschlimmerten. Necker und insbesondere seine Frau, die Salonière Suzanne Necker hatten hier einige Reformen im Sinne der Aufklärung veranlasst. Madame Necker hatte 1778 in der Pariser Gemeinde Saint-Sulpice ein Hospital errichtet, welches nach modernen medizinischen Gesichtspunkten organisiert war und als Modell für alle weiteren Spitäler des Landes dienen sollte. Sodann beschreibt Necker, wie er den Bau eines neuen, größeren Gefängnisses durchgesetzt habe, worin die Insassen nach Geschlecht, Alter und Art des Vergehens getrennt werden konnten.
Am Schluss versichert Necker, dass er sich mit Hingabe und vollem Einsatz der wichtigen Aufgabe gewidmet habe, welche ihm der König zugetragen habe. Er habe nicht nur auf das private Vergnügen verzichtet, sondern auch darauf, seinen Freunden mit Ämtern und Zuwendungen zu dienen.

« Je ne sais si l’on trouvera que s’ai suivi la bonne route, mais certainement je l’ai cherchée, et ma vie entière, sans aucun mélange de distractions, a été consacrée à l’exercice des importantes fonctions que V.M. m’a confiées; je n’ai sacrifié ni au crédit ni à la puissance, et j’ai dédaigné les jouissances de la vanité. J’ai renoncé même à la plus douce des satisfactions privées, celle de servir mes amis, ou d’obtenir la reconnoissance de ceux qui m’entourent. Si quelqu'un doit à ma simple faveur une pension, une place, un emploi, qu'on le nomme. »

„Ich weiß nicht, ob man den von mir eingeschlagenen Weg als richtig befinden wird, aber auf jeden Fall habe ich ihn gesucht, und mein ganzes Leben, ohne irgendwelche Zerstreuung, ist den wichtigen Aufgaben gewidmet, welche Eure Majestät mir anvertraut haben; ich habe nichts dem Kredit und nichts den Genüssen des Lebens geopfert. Ich habe selbst dem schönsten aller privaten Belohnungen entsagt, nämlich meinen Freunden zu dienen, oder von meinem Umfeld Anerkennung zu erlangen. Wenn irgendjemand meiner alleinigen Gunst eine Pension, ein Amt, eine Stelle verdankt, möge man ihn benennen.“

### Finanzbericht
Der Finanzbericht präsentiert die Einnahmen und Ausgaben der königlichen Schatzkammer, welche für das Jahr 1781 voraussichtlich anfielen, sowie eine Liste der vorgesehenen Schuldentilgungen.
Zunächst folgen zwei Tabellen mit der detaillierten Auflistung der Einnahmen und Ausgaben, welche gemäß der Überschrift für ein „Normaljahr“ in die Schatzkammer flossen (« portés aux trésor royal pour l’année ordinaire »), bzw. durch sie getätigt wurden (« payées au trésor royal pour l’année ordinaire »). Die Liste für die Einnahmen umfasst 31 Artikel, diejenige für die Ausgaben 49 Artikel. Alle Zahlen sind auf 1000 Livre genau gerundet, und einigen der Artikel sind erklärende Bemerkungen angefügt, so z. B. bei Artikel 23 der Einnahmen, dass der königliche Anteil der Erträge der drei größten Steuerpachtkompanien voraussichtlich größer sein werde als angegeben; oder bei Artikel 1 der Ausgaben, dass die Pensionen von jetzt an zentral über die Schatzkammer bezahlt werden sollten und der entsprechende Fonds der Kriegsmarine deshalb um 8 Mio. Livre verkleinert worden sei etc.
Anschließend an die beiden detaillierten Listen folgt in Kurzform ein Résumé, in welchem dieselben Zahlen in derselben Reihenfolge wiederholt werden. Danach zieht Necker folgende Bilanz:
| Total Einnahmen     | 264 154 000 |
| Total Ausgaben      | 253 954 000 |
| Einnahmenüberschuss | 10 200 000  |

Total Einnahmen von 264 154 000 Livre stehen total Ausgaben von 253 954 000 Livre gegenüber, was unter dem Strich einen Einnahmenüberschuss von 10 200 000 Livre ergibt. Einer letzten Bemerkung ist zu entnehmen, dass dieser Überschuss unabhängig von den vorgesehenen Schuldentilgungen von 17 326 666 Livre sei, deren Auflistung den Schluss des Compte rendu bildet.
Die Betrachtung der Kaufkraft einer historischen Währung ist schwierig, hier ein Versuch: 1 Louis d’or entsprach 24 Livres, 1 Sou waren ein Zwanzigstel Livre, 1 Liard entsprach ein Viertel Sou. Ein durchschnittliches table d’hôte oder Mittagsmenü kostete 1 Livre; der Preis für ein Brot lag zwischen 2 Sous bis 12 Sous. Eine Tasse Café au lait in einem Straßencafé kostete 2 Sous. Der gewöhnliche Sitzplatz in der Comédie française war für 1 Livre und in der Opéra für 2 Livres, 8 Sous zu erwerben. Die Fahrt mit einer Postkutsche, carrosse von Bordeaux nach Paris kostete 72 Livres.

## Zur Interpretation der Zahlen
Der Compte rendu und insbesondere der Finanzbericht ist nicht einfach zu verstehen. Dies ist teilweise dem Umstand geschuldet, dass Necker im Compte rendu selbst keine detaillierten Angaben zur richtigen Interpretation seiner Zahlen macht. Erst seine späteren Werke, welche er im Zusammenhang mit seiner Kontroverse mit Calonne veröffentlichte (Mémoire vom April 1787 und die Nouveaux Éclaircissemens vom August 1788), haben größere Klarheit gebracht.

### Bruttoeinnahmen vs. Nettoeinnahmen
Zunächst einmal muss man sich von der Vorstellung verabschieden, es handle sich hier um die Gesamtheit der ordentlichen Finanzen des Königs. Während im Compte rendu ordentliche Einnahmen von 264 Mio. Livre verzeichnet sind, lagen die gesamthaften ordentlichen Einnahmen des Königs im Jahr 1781 in Tat und Wahrheit bei etwa 430 Mio. Livre. Der große Unterschied rührt daher, dass im Compte rendu nur die Finanzen verzeichnet sind, welche in die königliche Schatzkammer (trésor royal) flossen. Trotz ihres Namens war diese königliche Schatzkammer aber keineswegs eine Zentralkasse, durch welche alle staatlichen Finanzströme geflossen wären. Die schwache Bürokratisierung der damaligen Finanzverwaltung brachte es mit sich, dass es viele weitere Kassen gab, welche ebenfalls Gelder des Königs verwalteten und staatliche Ausgaben tätigten. In der Regel wurden nur die übriggebliebenen Nettoerträge dieser Kassen (nach Abzug aller von ihnen zu leistenden Ausgaben) an die königliche Schatzkammer überwiesen, und diese ordentlichen Nettoerträge waren es, welche im Compte rendu aufgeführt sind. Die ordentlichen Bruttoeinnahmen sind im Compte rendu nicht ersichtlich und werden von Necker nur an einer Stelle kurz erwähnt. Allerdings können sie bei Mathon de la Cour eingesehen werden, der 1788 eine Sammlung verschiedener Finanzberichte publiziert hat (unter anderem auch den Compte rendu von 1781). Demnach beliefen sie sich auf etwa 427 Mio. Livre und die Abzüge (déductions) auf etwa 163 Mio. Livre, was dann die im Compte rendu enthaltenen ordentlichen Nettoeinnahmen von 264 Mio. Livre ergibt.

### Ordentliche vs. außerordentliche Finanzen
Ebenfalls wichtig zu beachten ist die Unterscheidung zwischen ordentlichen und außerordentlichen Einnahmen und Ausgaben.
Unter ordentlichen Einnahmen sind alle Steuern und Abgaben zu verstehen, welche alljährlich durch königliche Autorität vom Volk erhoben werden (« On doit entendre par les revenus ordinaires d’un état, ceux qui proviennent des contributions annuelles, levées sur les peuples en vertu des lois émanées de l’autorité souveraine. »)
Zu den ordentlichen Ausgaben meint Necker: « Quant aux dépenses ordinaires, les unes sont fixées par des édits ou des déclarations, telles que les rentes, soit perpétuelles, soit viagéres, les intérêts des effets au porteur, les gages des offices, etc.; les autres sont déterminées par des arrêts du conseil, et quelques-unes ont été simplement autorisées par des décisions particulières du souverain. » (deutsch: „Was die ordentlichen Ausgaben betrifft, so sind die einen fixiert durch Edikte oder Deklarationen, wie etwa die ständigen Renten und die Leibrenten, die Zinsen der Inhaber von Scheinen, die Gagen für die Ämter, etc.; die anderen sind festgelegt durch Ratsbeschlüsse, und wiederum andere wurden ganz einfach durch einzelne Entscheidungen des Königs autorisiert.“)
Ordentliche Einnahmen und Ausgaben konnten demnach auf verschiedenen Wegen zustande kommen, doch entscheidend war, dass sie alle bis zu einem gewissen Grad ständig und fixiert waren. Necker selbst gab zu, dass es zu weniger Verwirrung geführt hätte, wenn man sie nicht mit „ordentlich“, sondern mit „fix“ benannt hätte.
Es war eine damals unbestrittene buchhalterische Maxime, dass ordentliche Ausgaben durch ordentliche Einnahmen gedeckt werden sollten, was im Endeffekt nichts anderes heißt, als dass man strukturell ausgeglichene Finanzen anstrebte. Ausgaben für unvorhergesehene und temporäre Ausgabe wie z. B. für Kriege oder für die Bewältigung von Naturkatastrophen durften und mussten sogar mit Krediten gedeckt werden, weil sie die Höhe des ordentlichen Budgets oftmals bei weitem überstiegen. Entscheidend bei diesem buchhalterischen Konzept war, dass die Schuldzinsen auf alle Fälle zu den ordentlichen Ausgaben gerechnet wurden. Denn solange der Schuldendienst durch ordentliche Einnahmen getragen werden konnte, fand keine Überschuldung statt. Konnten die ordentlichen, fixen Ausgaben und der Schuldendienst jedoch nicht mehr durch die ordentlichen, alljährlichen Einnahmen gedeckt werden, dann war zu befürchten, dass der Staat mehr und mehr Kredite aufnehmen musste und die Schuldenspirale sich unkontrolliert zu drehen begann. Aus diesen Überlegungen heraus waren in Neckers Compte rendu nur die ordentlichen Einnahmen und Ausgaben berücksichtigt, denn ausgeglichene ordentliche Finanzen galten als ein guter Indikator für gesunde Staatsfinanzen. Alle außerordentlichen Finanzen, insbesondere die Kriegskosten oder die Kreditaufnahmen waren daher im Compte rendu nicht zu finden.
Es ist anzunehmen, dass die Überschriften der Einnahmen- und Ausgabenlisten im Compte rendu (pour l’année ordinaire) in diesem Sinne eines ordentlichen Finanzjahres zu verstehen sind. Es ist bisweilen die Meinung vertreten worden, Necker habe mit diesem année ordinaire ein Durchschnittsjahr gemeint, was er aber klar verneint hat.

### Zeitraumrechnung vs. Zeitpunktrechnung
Zuweilen ist irrtümlicherweise angenommen worden, es handle sich beim Compte rendu um eine Bilanz im Sinne eines Jahresabschlusses. Dies jedoch ist deshalb nicht möglich, weil der Bericht bereits am 19. Februar des Jahres 1781 veröffentlicht wurde, als noch nicht einmal zwei Monate des Jahres verflossen waren. Er kann deshalb nicht retrospektiver (rückschauender) Art sein, sondern nur prospektiv (vorausschauend).
Andererseits ist es auch ungenau, den Compte rendu als Budget zu bezeichnen. Ein Budget in unserem heutigen Wortsinn stellt für eine bestimmte Person oder Körperschaft und für einen bestimmten Zeitraum (meist ein Jahr) alle Einnahmen und Ausgaben gegenüber, versucht also den gesamten Budgetzeitraum möglichst genau abzubilden. Wenn etwa ein Staat ein Jahresbudget beschließt, dann grundsätzlich mit der Absicht, dass darin enthaltenen Einnahmen und Ausgaben dem tatsächlichen Jahresendergebnis auch entsprechen. Ein Budget ist demnach eine Zeitraumrechnung.
Anders beim Compte rendu. Dieser ist keine Zeitraumrechnung, sondern eine Zeitpunktrechnung. Er besaß nur Gültigkeit für den Januar 1781 (als er dem König vorgelegt wurde) und partiell für den Februar 1781 (als er veröffentlicht wurde), danach nicht mehr, denn die Einnahmen- und Ausgabenstruktur wurde laufend verändert. Bereits im selbigen Februar und dann im März wurden zwei neue Kriegskredite aufgenommen, welche die Zinslasten erhöhten und damit den am 19. Februar veröffentlichten Compte rendu obsolet machten. Er war also kein Budget, welches die Einnahmen und Ausgaben für das Jahr 1781 fest einplante, sondern nur der momentane Einnahmen-Ausgaben-Stand zum Zeitpunkt der Publikation. Er war eine Art Fixstern, welche dem Finanzminister anzeigte, wie die momentane finanzielle Lage seines Landes war und ob es sich neue Kredite leisten konnte, oder ob zunächst Einsparungen vorgenommen werden mussten. Ein Compte rendu war also nur eine Zeitpunktrechnung, und nach jeder neuen Kreditaufnahme, nach jedem neuen Reformschritt, nach jeder neuen Änderung der Einnahmen- und/oder Ausgabenseite war er logischerweise nicht mehr aktuell und musste durch einen neuen ersetzt werden. Neckers Zahlen vom Februar 1781 wollten also nicht aussagen, dass am Ende des Jahres auch tatsächlich ein ordentlicher Überschuss realisiert würde, sondern bloß, dass momentan im Februar 1781 ein geplanter Überschuss vorhanden war, der zur Aufnahme neuer Kredite verwendet werden konnte.

### Zusammenfassung
Zusammenfassend handelt es sich bei Neckers Compte rendu also um eine Auflistung der ordentlichen Nettoeinnahmen und Nettoausgaben der königlichen Schatzkammer. Sie bilden den momentan (Januar 1781) gültigen Einnahmen-Ausgaben-Plan für das Jahr 1781.

## Weitere Comptes rendus
Neckers Compte rendu ist keineswegs der einzige der damaligen Zeit. Auch andere Finanzminister haben ihre eigenen Finanzberichte verfasst und dem König vorgelegt. Das Wort « compte rendu » ist deshalb nicht spezifisch für Neckers Bericht vom Februar 1781 reserviert, sondern ist ganz einfach das französische Wort für Rechenschafts- oder Finanzbericht ganz allgemein und bezeichnet auch die Berichte anderer Finanzminister. Ebenfalls zu erwähnen sind beispielsweise:
- Compte rendu von Abbé Terray für das Jahr 1774
- C. r. von Turgot für 1776
- C. r. von Bernard de Clugny für 1776
- Situation des finances von Joly de Fleury für 1783
- C. r. von Calonne für 1787
- C. r. von Loménie de Brienne für 1788

Eine Sammlung solcher Comptes rendus wurde 1788 von Mathon de la Cour (1738–1793) publiziert. Da Neckers Bericht von 1781 jedoch der bekannteste ist, wird, wenn keine weiteren Zusätze stehen, mit « Compte rendu » in der Regel auf diesen Bezug genommen.

## Kritik
Der Compte rendu, insbesondere die Zahlen des Finanzberichts, wurden von Zeitgenossen und Historikern als falsch kritisiert.
Bald nach der Veröffentlichung im Februar 1781 wurden eine Pamphletkampagne gestartet, welche die Richtigkeit der Zahlen und insbesondere den konstatierten Überschuss von 10,2 Mio. Livre anzweifelten. Darunter ist auch eines des späteren Finanzministers Calonne mit dem Titel Les Comments („Die Wie’s“).

### Die Kontroverse zwischen Necker und Calonne 1787/1788

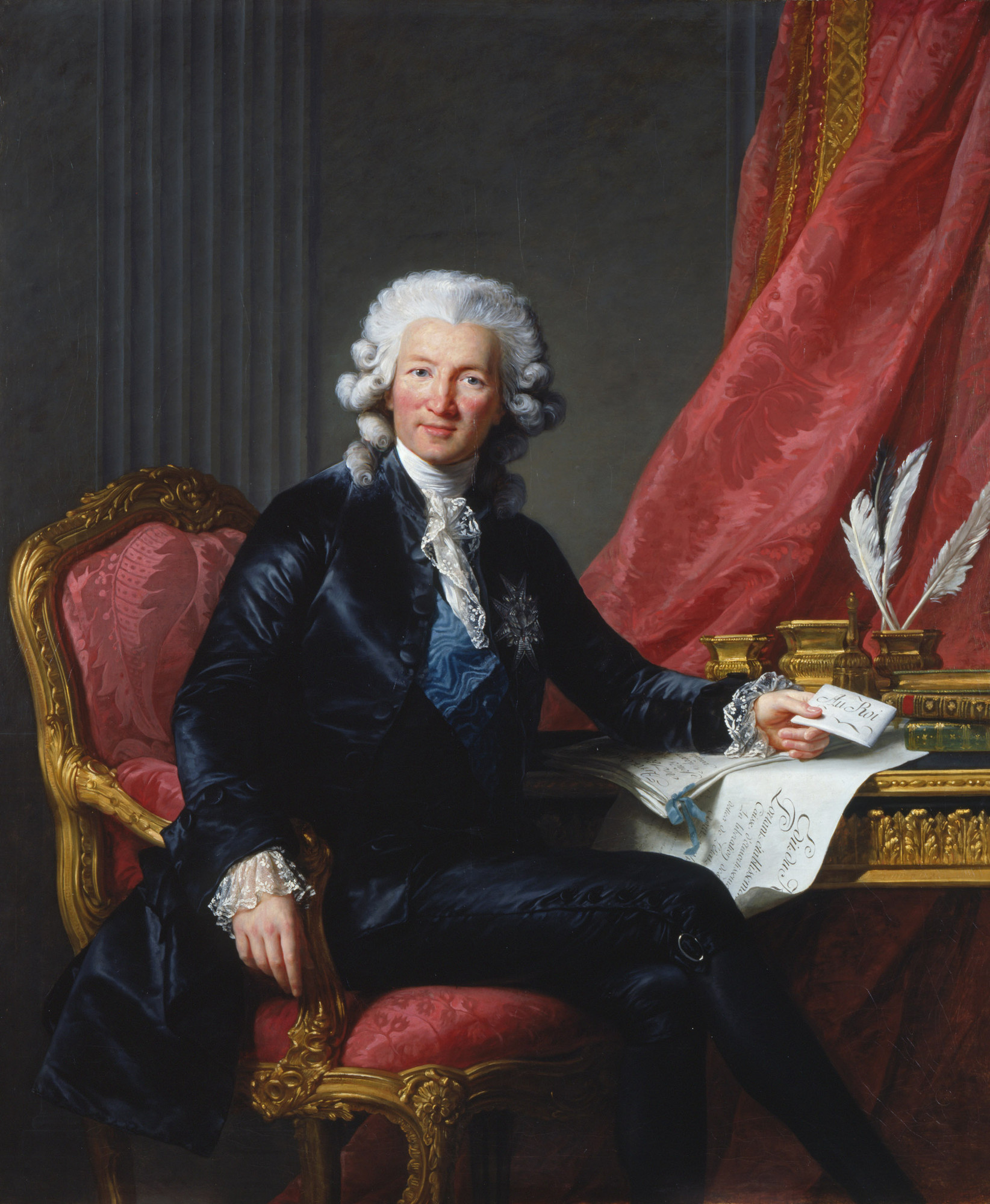
Alexandre de Calonne, französischer Finanzminister und Gegner Neckers

Im November 1783 wurde Alexandre de Calonne zum neuen Finanzminister Frankreichs berufen. Weil er die finanzielle Situation nicht in den Griff bekam, musste er für den Februar 1787 eine Notabelnversammlung einberufen. Dort verkündete er den Notabeln, dass Neckers Compte rendu sich um mindestens 56 Mio. Livre geirrt habe und der behauptete Überschuss von 10,2 Mio. Livre in Wahrheit ein Defizit von mindestens 46 Mio. Livre gewesen sei. Necker kamen diese Äußerungen des Finanzministers zu Ohren, und es entwickelte sich daraus eine publizistische Fehde zwischen den beiden, die sich über eineinhalb Jahre bis in den Sommer 1788 hinzog.
Necker versuchte zunächst, beim König eine Möglichkeit zu erwirken, seine Zahlen entweder öffentlich oder vor den Notabeln zu verteidigen. Als ihm dies verwehrt wurde, publizierte er im April 1787 trotz königlichen Verbots eine Antwortschrift mit dem Titel Mémoire (dt.: Denkschrift). Darin geht Necker detailliert auf die Entwicklung der Staatsfinanzen ein und weist die von Calonne vor den Notabeln vorgebrachten Zahlen in aller Form zurück. Während seines ersten Ministeriums von 1776 bis 1781, so Necker, habe er für den Staat total etwa 530 Mio. Livre an Krediten aufgenommen, was jährliche Zinskosten von etwa 45 Mio. Livre nach sich ziehe. Zudem habe gemäß dem Finanzbericht seines Vorgängers Bernard de Clugny im Jahre 1776 noch ein ordentliches Defizit von 24 Mio. bestanden, welches Neckers allerdings eher auf 27 Mio. schätzte. Doch gleichzeitig habe er die Staatsrechnung auch entlastet, sowohl durch Mehreinnahmen als auch durch Minderausgaben (was Necker unter dem Stichwort améliorations subsumiert). Diese Entlastungen, welche Necker im Mémoire Punkt für Punkt auflistet, würden jährlich auf etwa 84 Mio. Livre zu stehen kommen – mehr als genug also, um sowohl die zusätzlichen jährlichen Zinsen von 45 Mio. als auch das 24-Mio-Defizit von 1776 zu tragen.
Danach beschreibt Necker den weiteren Verlauf, den die Finanzen seines Erachtens nach seinem Rücktritt 1781 bis zur Gegenwart von 1787 genommen haben. Es war gemäß Necker diese Epoche, in welcher die finanzpolitischen Sünden geschahen und der ordentliche Finanzhaushalt aus dem Ruder lief.
Auf das Mémoire antwortete Calonne im Januar 1788 mit seiner « Réponse de M. de Calonne à l’écrit de M. Necker » (deutsch: „Antwort von Monsieur de Calonne auf die Schrift von Monsieur Necker“). Noch einmal versichert er, dass 1781 der tatsächliche Finanzverlauf ein anderer war als der in Neckers Compte rendu behauptete. Auch Calonne trägt viele Zahlen vor und geht jeden einzelnen Artikel des Compte rendu durch, der seiner Meinung nach nicht richtig war. Unter dem Strich habe Necker die Einnahmen um 27 Mio. Livre zu hoch und die Ausgaben um 29 Mio. zu tief eingetragen, was in der Summe genau den von ihm vorgebrachten Fehlbetrag von 56 Mio. Livre ergebe. Bei all diesen Zahlen bezieht sich Calonne auf die sogenannten compte effectifs, welche vermutlich eine Art Jahresendergebnis der tatsächlich realisierten Einnahmen und Ausgaben waren. Diese seien die einzigen verlässlichen Dokumente, wenn es um die Rekonstruktion des Finanzjahres gehe. Doch sie sind nicht auffindbar und bleiben daher mysteriös. Im Anhang an seine Réponse präsentiert Calonne 20 sogenannte pièces justificatives, welche eine Art Bestätigungsschreiben waren und die Echtheit von Calonnes Zahlen beglaubigen sollten, doch sie entsprechen nicht den comptes effectifs und ihr beweistechnischer Wert ist daher zweifelhaft.
Auf diese Schrift von Calonne antwortete Necker im August 1788, wenige Tage vor seiner neuerlichen Ernennung an die Spitze des Finanzministeriums, mit der Schrift « Nouveaux Éclaircissemens sur le compte rendu au roi » (deutsch: „Abermalige Erläuterungen zum König abgegebenen Rechenschaftsbericht“). Diese Schrift ist ziemlich umfangreich und Necker geht darin Punkt für Punkt alle Anschuldigungen von Calonne durch. In einem Kapitel gibt er freimütig zu, dass sich am Ende des Jahres nicht ganz alle Zahlen so realisiert hätten wie im Compte rendu angenommen, doch sei dies bei einem prospektiven Bericht unvermeidlich. Im Übrigen spreche der Fehlbetrag nicht zu Gunsten von Calonne, sondern zu seinen eigenen, denn der konstatierte Überschuss sei sogar noch höher als im Compte rendu angenommen. Auf jeden Fall bekräftigt Necker noch einmal, dass Calonnes Anschuldigungen ganz und gar unhaltbar seien, dass er ständig ordentliche und außerordentliche Finanzen verwechsle und auch andere buchhalterische Grundsätze missachte.
Danach endete die Kontroverse zwischen Calonne und Necker. Calonne, der im April 1787 während der Notabelnversammlung als Finanzminister entlassen worden war, floh bald danach nach London, weil vom Pariser Parlament ein Haftbefehl gegen ihn wegen Verdachts auf ungetreue Geschäftsführung vorlag. Nach Erscheinen von Neckers Nouveaux Éclaircissemens im Sommer 1788 kündete Calonne zwar eine weitere Antwortschrift für das Folgejahr an, diese erschien aber nie.

### Die Urteile der Historiker
Viele Historiker haben sich dem Urteil Calonnes angeschlossen und die Richtigkeit des Compte rendu bezweifelt. Dieses Urteil schien sich dadurch zu bestätigen, dass das alte Frankreich seit dem Mittelalter fast ständig mit finanziellen Problemen zu kämpfen hatte. Überdies waren es insbesondere kriegerische Auseinandersetzungen, welche die Staatsfinanzen belasteten, und oftmals kamen Staatsbankrotte während oder am Ende eines Krieges (z. B. am Ende des Spanischen Erbfolgekrieges in den 1710er-Jahren oder 1759 während des Siebenjährigen Krieges). Daher schien der von Necker in seinem Compte rendu konstatierte Überschuss unglaubwürdig. Zahlreiche Finanzhistoriker insbesondere des 19. und des beginnenden 20. Jahrhunderts haben deshalb den Compte rendu als irreführend bis komplett falsch bezeichnet (Eine kurze Zusammenfassung darüber ist bei Harris im Journal of Modern History zu finden.) René Stourm (1885) etwa meinte, es habe im damaligen Frankreich noch gar keine richtige Buchhaltung gegeben und deshalb seien weder Neckers Zahlen als auch jene von Calonne unglaubwürdig. Marcel Marion (1914) bezeichnete die von Necker behaupteten Einsparungen als frei erfunden (« ces calculs fantaisistes ») und als Halb-Maßnahmen und deshalb könne es 1781 keinen ordentlichen Überschuss gegeben haben. Aber auch Historiker jüngerer Zeiten haben meist in dieselbe Kerbe gehauen. So meinte etwa 1988 der Wirtschaftshistoriker Wolfgang Oppenheimer in der bisher einzigen deutschsprachigen Necker-Biografie, dass Necker seinen Compte rendu beschönigt und in einem freundlichen Licht dargestellt habe.
Diesem Urteil hat der amerikanische Historiker Robert D. Harris widersprochen. 1979 und 1986 veröffentlichte er zwei Bücher, in welchen er sich eingehend mit Neckers politischer Karriere auseinandersetzte (“Necker, Reform statesman of the Ancien Régime” und “Necker and the Revolution of 1789”). Sein Standpunkt geht dahin, dass Neckers strukturelle und institutionelle Reformen von den früheren Finanzhistorikern nicht genügend gewürdigt worden seien und auch der Compte rendu mehr Glaubwürdigkeit beanspruchen dürfe, als ihm von Marion oder Stourm zugestanden werde. Insbesondere verweist er auf den Punkt, dass sowohl Calonne als auch spätere Historiker kaum glaubwürdige Dokumente oder Indizien anzuführen vermögen, um ihre Zahlen zu stützen, während Necker für alle seine Zahlen Beglaubigungsschreiben archiviert hat, von denen die meisten in seiner Altersresidenz im schweizerischen Coppet (nahe Genf) noch heute einsehbar sind. Zudem sei die Unterscheidung in ordentliche und außerordentliche Finanzen auch buchhalterisch durchaus sinnvoll, und dass Necker die Kriegsausgaben nicht in sein Compte rendu aufgenommen habe, sei keine Irreführung, sondern damals allgemeine buchhalterische Praxis.
Seit Harris hat sich kein Historiker mehr eingehend mit dem Compte rendu befasst und daher muss von wissenschaftlicher Seite die ganze Sache als offen gelten.